# David Ljung
David Ljung (Skellefteå, 27 settembre 1975) è un ex calciatore svedese, di ruolo attaccante.

## Carriera
Dal 1992 al 2000] gioca in Svezia per Skellefteå AIK, Gimo IF, IK Sirius e AIK. Dal 2001 si trasferisce in Norvegia al Molde per ritornare poi in Svezia nel 2005 al Helsingborg. Nel 2006 arriva in Italia al Padova.

## Palmarès

### Club

#### Competizioni nazionali
- Campionato svedese: 1

AIK: 1998
- Coppa di Svezia: 1

AIK: 1998-1999